# Marimba
Marimba je glazbalo koje pripada grupi udaraljki s određenom visinom tona.
Prenesena je iz Afrike u Južnu Ameriku. Pripada tipu idiofona, a po svojoj konstrukciji slična je ksilofonu, s tim da marimba ima duže i šire drvene pločice što joj daje dublji ton, pa bi se mogla nazvati "ksilofon-bas". Pločice su od ružinog drveta i širine su 4,5 – 6,4 cm. Ispod svake pločice nalazi se rezonantna metalna cijev naštimana na osnovni ton, kao na klaviru.
Marimbe imaju široku primjenu u glazbi zapadne i središnje Afrike. Ime potječe od Bantu marimbe ili malimbe, ksilofona. Riječ 'marimba' nastala je od ma = 'mnogo' i 'rimba' = jednocijevni ksilofon. 
Diatonički ksilofoni su uvedeni u Srednju Ameriku u 16. ili 17. stoljeću. Prvi povijesni zapis Maja glazbenika, koji koriste marimbe s rezonatorima od tikve u Gvatemali zabilježio je povjesničar Domingo Juaros 1680. godine.